# Il reggente

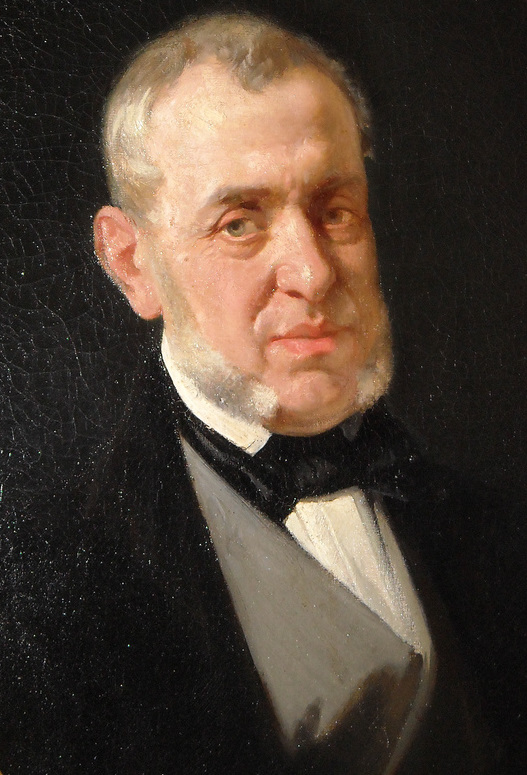
Saverio Mercadante

Il reggente (Regenten) är en opera (tragedia lirica) i tre akter med musik av Saverio Mercadante och libretto av Salvatore Cammarano efter Eugène Scribes pjäs Gustave III (1833).

## Historia
Ämnet är samma som i Verdis Maskeradbalen, båda byggda på Scribes drama och med liknande scenväxlingar och disposition av karaktärer. Men Cammarano överförde handlingen till Skottland år 1750 i stället för att låta händelserna utspelas i Boston på 1600-talet.
Mercadante arbeta på operan åren 1842-43 och den hade premiär den 2 februari 1843 på Teatro Regio i Turin. Samma år reviderade han operan för en version i Trieste den 11 november.

## Personer
- Greve Murray (Gustav III) (tenor)
- Hertigen av Hamilton (Anckarström) (bas)
- Meg (Mamsell Arfvidsson) (sopran)
- Lord Howe (Greve Horn) (tenor)
- Lord Kilkardy (Greve Ribbing) (bas)
- Oscar (kontraalt)
- Amelia (sopran)